# چالمیان
چالمیانروستایی است از توابع شهرستان کمیجان در استان مرکزی. این روستا در دهستان وفس در بخش مرکزی این شهرستان قرار دارد.

## مشخصات منطقه ای
روستای چالمیان طبق تقسیمات اخیر کشوری، ازتوابع دهستان اسفندان و بخش مرکزی شهرستان کمیجان می‌باشد. این روستا بامختصات جغرافیایی ۴۹ درجه و ۳۴ دقیقه طول شرقی و ۵۷ درجه و ۴۳ دقیقه عرض شمالی در شمال غربی استان مرکزی قراردارد. فاصله روستای چالمیان تا مرکز شهرستان ۵۷ کیلومتر می‌باشد. زبان رسمی مردم چالمیان زبان ترکی می‌باشد اکثریت اهالی از راه کشاورزی امرار معاش می‌کنند.

## جمعیت
طبق سرشماری مرکز آمار ایران، جمعیت چالمیان در سال ۱۳۸۵ برابر با ۱۸۹ نفر بوده‌است. این روستا ۴۶ خانوار دارد.
این روستا فاقد مدرسه راهنمایی ودبیرستان ونیز مرکز بهداشت و درمانگاه می‌باشد تهیه نان و مواد غذایی از روستاها و مناطق مجاور صورت می‌گیرد. به دلیل محرومیت از حداقل امکانات رفاهی اکثریت روستاییان به قم کوچ کرده و به صورت فصلی در روستا مقیم می‌شوند.اخیرا در طی سال‌های 1396و 1397 این روستا در طرح‌های محرومیت زدایی در استان مرکزی به عنوان یکی از مراکز پایلوت انتخاب و طرح تعریض  وترمیم معابر داخلی روستا در دست انجام می‌باشد مراتع وسیع روستا به علت وضعیت وقوع جغرافیایی دامداری و کشاورزی را به عنوان اصلی‌ترین راه‌های ارتزاق و کسب و کاراهالی روستا قرار داده است.